# Polyarthra bicerca
Polyarthra bicerca är en hjuldjursart som beskrevs av Wulfert 1956. Polyarthra bicerca ingår i släktet Polyarthra och familjen Synchaetidae. Inga underarter finns listade i Catalogue of Life.